# Marius Radu
Marius Radu, född 18 juni 1992 i Bukarest, är en rumänsk simmare.
Radu tävlade i två grenar för Rumänien vid olympiska sommarspelen 2016 i Rio de Janeiro. Han blev utslagen i försöksheatet på 100 meter frisim samt var en del av Rumäniens lag som blev utslagna i försöksheatet på 4 x 100 meter frisim.